# Pychma
La Pychma (en russe : Пышма) est une rivière de Russie et un affluent de la Toura en rive gauche, dans le bassin hydrographique de l'Ob.

## Géographie
Elle arrose les oblasts de Sverdlovsk et de Tioumen. Elle est longue de 603 km et draine un bassin de 19 700 km2. Comme la rivière Isset, la Pychma prend sa source dans le réservoir Isset, sur le flanc oriental de l'Oural central et s'écoule en direction de l'est à travers la plaine de Sibérie occidentale. Elle se jette dans la Toura en rive gauche au niveau de la localité de Sozonovo, à une trentaine de kilomètres en aval (à l'est) de la ville de Tioumen.
La rivière a un régime en partie nival. Son débit varie de 2 à 1 300 m3/s, avec une moyenne de 39 m3/s.
La Pychma gèle de la mi-novembre à la seconde quinzaine d'avril. La rivière est utilisée pour le transport du bois et comme source d'eau pour l'industrie. Il y a deux réservoirs sur son cours, dont le réservoir de Beloïarsk, qui est utilisé par la centrale nucléaire de Beloïarsk.
La Pychma est gravement polluée.

## Affluent
- Le Iourmitch (rive gauche) qui conflue à Pychma.

## Villes traversées
Les principales villes arrosées par la Pychma sont : 
- Zaretchny
- Beloïarski
- Kamychlov
- Soukhoï Log
- Pychma
- Talitsa

## Hydrométrie - Les débits à Bogandinskyi
Le débit de la Pychma a été observé pendant 55 ans (durant la période 1936-1990) à Bogandinskyi, petite ville de l'oblast de Tioumen située à plus ou moins 30 kilomètres en amont de son confluent avec la Toura .  
À Bogandinskyi, le débit annuel moyen ou module observé sur cette période a été de 39 m3/s pour une surface prise en compte de 18 600 km2, soit la presque totalité du bassin versant.
La lame d'eau écoulée dans le bassin versant de la rivière atteint ainsi le chiffre de 66 millimètres par an, ce qui peut être considéré comme faible, mais correspond aux valeurs généralement observées dans la partie méridionale du bassin de l'Ob.
La Pychma est un cours d'eau fort irrégulier. Il présente deux saisons bien marquées. 
Les crues se déroulent en avril et en mai (moyennes mensuelles de respectivement 114 et 174 m3/s) et correspondent au dégel. Dès le mois de juin, le débit de la rivière baisse fortement, ce qui mène rapidement à la saison des basses eaux qui a lieu de juillet à mars inclus.
Le débit moyen mensuel observé en mars (minimum d'étiage) atteint 6,85 m3/s, soit moins de 4 % du débit moyen du mois de mai (maximum de l'année), ce qui souligne l'amplitude très importante des variations saisonnières. Sur la période d'observation de 55 ans, le débit mensuel minimal a été de 1,60 m3/s (en février 1967), tandis que le débit mensuel maximal s'est élevé à 469 m3/s (en mai 1946).

### Source
- (ru) Grande Encyclopédie soviétique